# Caecilia attenuata
Caecilia attenuata é uma espécie de anfíbio gimnofiono nativa do Equador e Peru. A espécie foi originalmente descrita a partir de espécimes de uma localidade não especificada no Peru. É uma espécie subterrânea, ocorrendo em floresta tropical.